# Lucius D. Clay
Lucius Dubignon Clay, född 23 april 1897 i Marietta, Georgia, död 16 april 1978 i Chatham, Massachusetts, var general i USA:s armé. Han blev generallöjtnant 17 april 1945 och general 17 mars 1947. Själv son till senator Alexander S. Clay, och vars två söner också kom att bli amerikanska generaler, var han ättling till Henry Clay.
Under 1930-talet hade Clay som ingenjörssoldat lierat sig politiskt med Harry Hopkins, vilket stämplade honom som "vänster" inom amerikansk politik. Clay var den som organiserade ett av historiens mest omtalade logistiska arrangemang – transportsystemet Berlins luftbro under Berlinblockaden - som varade i hela elva månader. Clay blev senare företagsledare och politisk rådgivare till presidenterna Dwight D. Eisenhower och John F Kennedy (bl.a. under Berlinkonfrontationen).
I Berlin, där Clay utsågs till hedersmedborgare, har Clayallee där bl.a. AlliiertenMuseum ligger fått sitt namn efter Clay. Clayallee ligger i Zehlendorf i det område där amerikanerna hade sin militär för Berlin 1945-1994.